# 新植民地主義
| 高                                             | 中                                                                      | 低                                                 |
| 0.950 以上 0.900–0.949 0.850–0.899 0.800–0.849 | 0.750–0.799 0.700–0.749 0.650–0.699 0.600–0.649 0.550–0.599 0.500–0.549 | 0.450–0.499 0.400–0.449 0.350–0.399 0.350 以下 N/A |

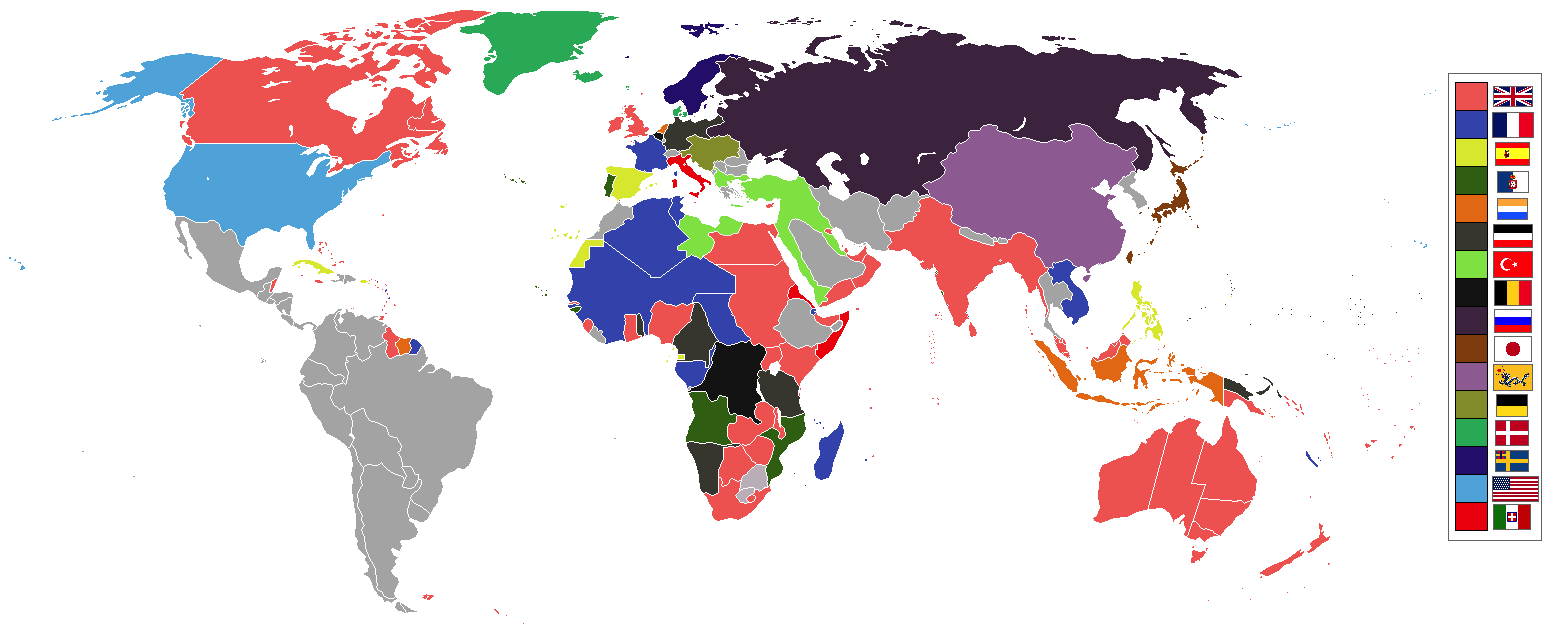
米西戦争や義和団の乱、ボーア戦争直前の1898年における世界の帝国及び植民地

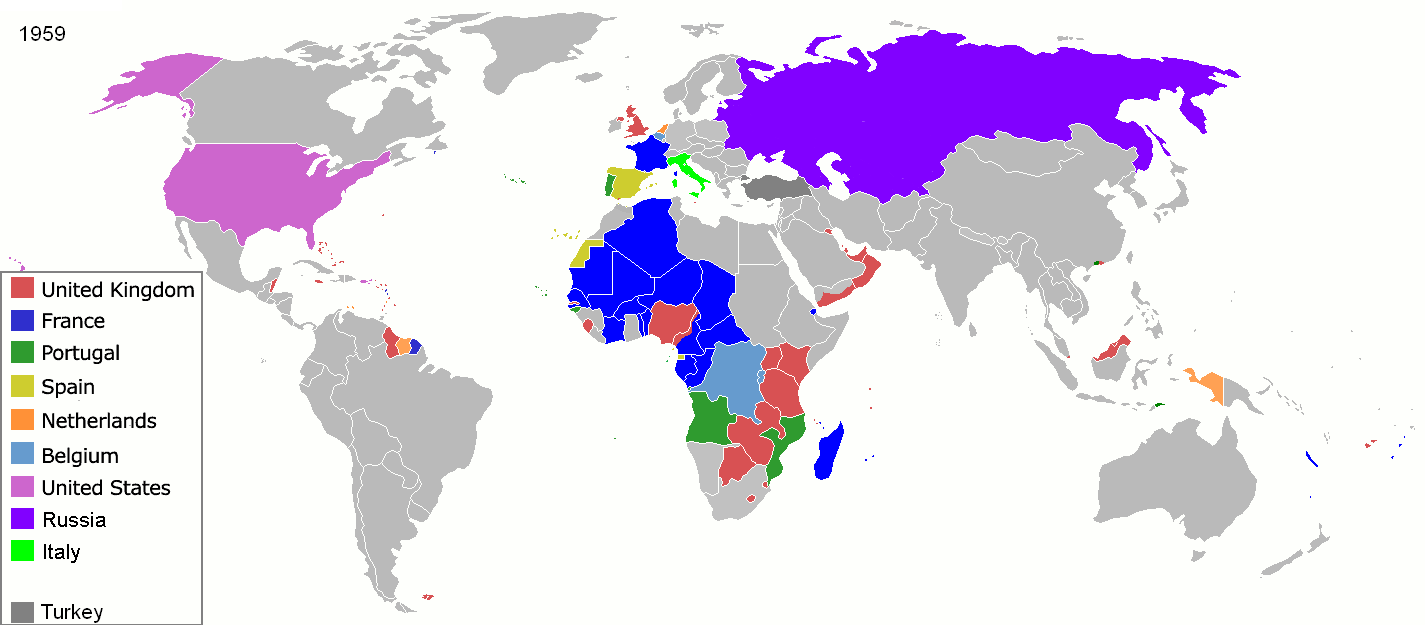
1959年における世界の植民地状況

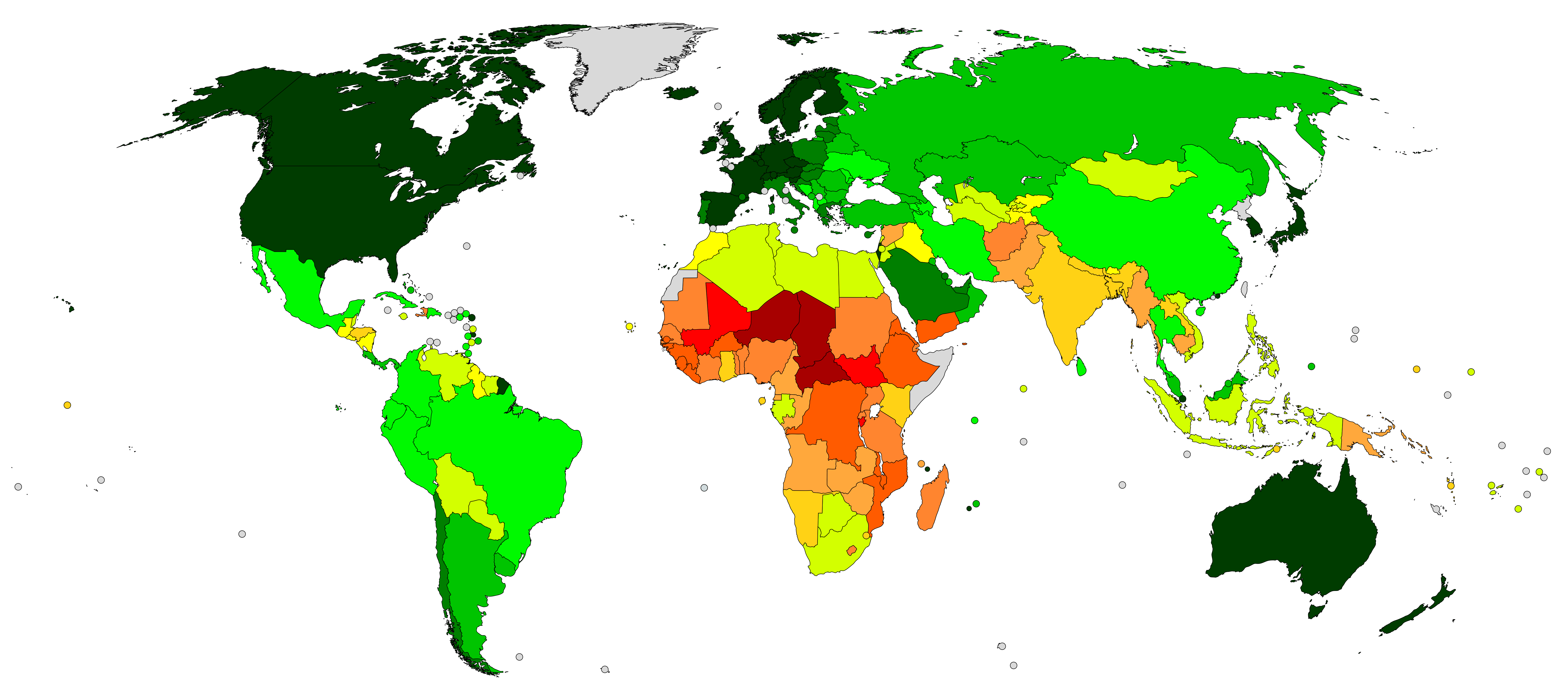
人間開発指標による国際連合の国々(2020)

新植民地主義（しんしょくみんちしゅぎ、Neocolonialism）とは、ポストコロニアル批評において発展途上国の様態を形容する際用いられる用語。かつての宗主国が築き上げた現存するあるいは過去の国際的な経済協定が、第二次世界大戦後に発生した脱植民地化を経てもなお、独立国に対しその支配を維持すべく利用されている（又はされていた）とする。
「新植民地主義」の語は今日における「現実の」植民地主義（国連決議に違反してまで外国の領土とその国民を統治する国家が存在する）及び旧植民地で展開されている資本主義的事業の双方を批判の射程に入れることが多い。とりわけ多国籍企業が発展途上国の資源を搾取する構図を強調し、この経済支配が16世紀から20世紀にかけてのヨーロッパの植民地主義を髣髴とさせるとの批判がある。広義では大国による小国への内政干渉（特に現代のラテンアメリカ）を指し、帝国主義時代の列強諸国にも似た大国の行動そのものが一種の「経済的帝国主義」と重なることを示唆する。

## 起源と実態
帝国主義がある限り、それはその言葉通り、自らの支配を他国へ及ぼそうとする。今日、その支配は新植民地主義と呼ばれる。—チェ・ゲバラ（マルクス主義革命家）、1965

「新植民地主義」の造語者の1人であるガーナの初代大統領クワメ・エンクルマが描かれたソ連の切手（1972年）

第二次世界大戦が終結し植民地において勃興した独立運動を経て、軒並み脱植民地化を達成した直後のアフリカで用いられたのが始まり。独立後も自国が旧宗主国やその他先進国による、新手の植民地主義に従属しているのではとの懸念が一部指導者らの間で存在し、中でも独立間も無いガーナで1957年に指導者となったクワメ・エンクルマは、「新植民地主義」の語を用いた人物の1人として知られる。

古典的な定義はエンクルマが著した『帝国主義の最終段階としての新植民地主義』（1965年） に詳述されているが、本書は19世紀の帝国主義が資本主義制度の要求に基づくとするレーニンの帝国主義論（1916年）を下敷きとするものである。エンクルマはその中で「帝国主義の主な先兵たる植民地主義に代わり、我々は今や新植民地主義の只中にいる。（中略）新植民地主義は植民地主義と同様、資本主義国家における社会的矛盾を輸出する試み」とした上で、次のように述べている。

新植民地主義とは結局のところ、外国資本が発展途上地域の開発というより、搾取を目的に用いられるということに尽きる。新植民地主義下の投資により、先進国と非先進国との格差が縮まるどころかむしろ拡大している。対新植民地主義闘争は非先進国から先進国の資本を締め出すのではなく、非先進国を貧困状態に陥れるべく利用される先進国の金の力を食い止めるべく行わねばならぬ。

### パン・アフリカ主義及び非同盟運動
このように、新植民地主義なる語は本来、アフリカの新興独立国家における学者や指導者の活動のほか、パン・アフリカ主義運動を通じて広く知られるようになったことが分かる。指導者の多くは他の独立国の指導者と共に、1955年のバンドン会議に集い非同盟運動の旗手を務め、1950年代末から1960年代にかけて開催された全アフリカ人民会議（AAPC）においても、新植民地主義への批判が一層高まった。
1960年のチュニス会議や翌年のカイロ会議になると、旧宗主国フランスを中心にかつての植民地から成るフランス共同体を断罪するなど、新植民地主義への対抗策を明言。会議で出された諸案件は、新植民地主義の定義とその全体像を盛り込んだ4ページにわたる報告書「新植民地主義の解決に向けて」として纏められた。こうして冷戦期は非同盟運動がアジア・アフリカ・ラテンアメリカ人民連帯機構などの組織と同様、新植民地主義を新興独立国家群における共通の敵と規定した。
なお民族独立運動に際しては、反植民地主義を掲げた武装闘争が活発となった一方で、新植民地主義を糾弾する動きも広まった。例えば1970年代、当時ポルトガルの植民地であったモザンビークやアンゴラにおいて、マルクス主義を標榜するFRELIMO及びMPLAが民族独立諸勢力を糾合すると共に、植民地主義のみならず新植民地主義の告発も行った。

### フランサフリック

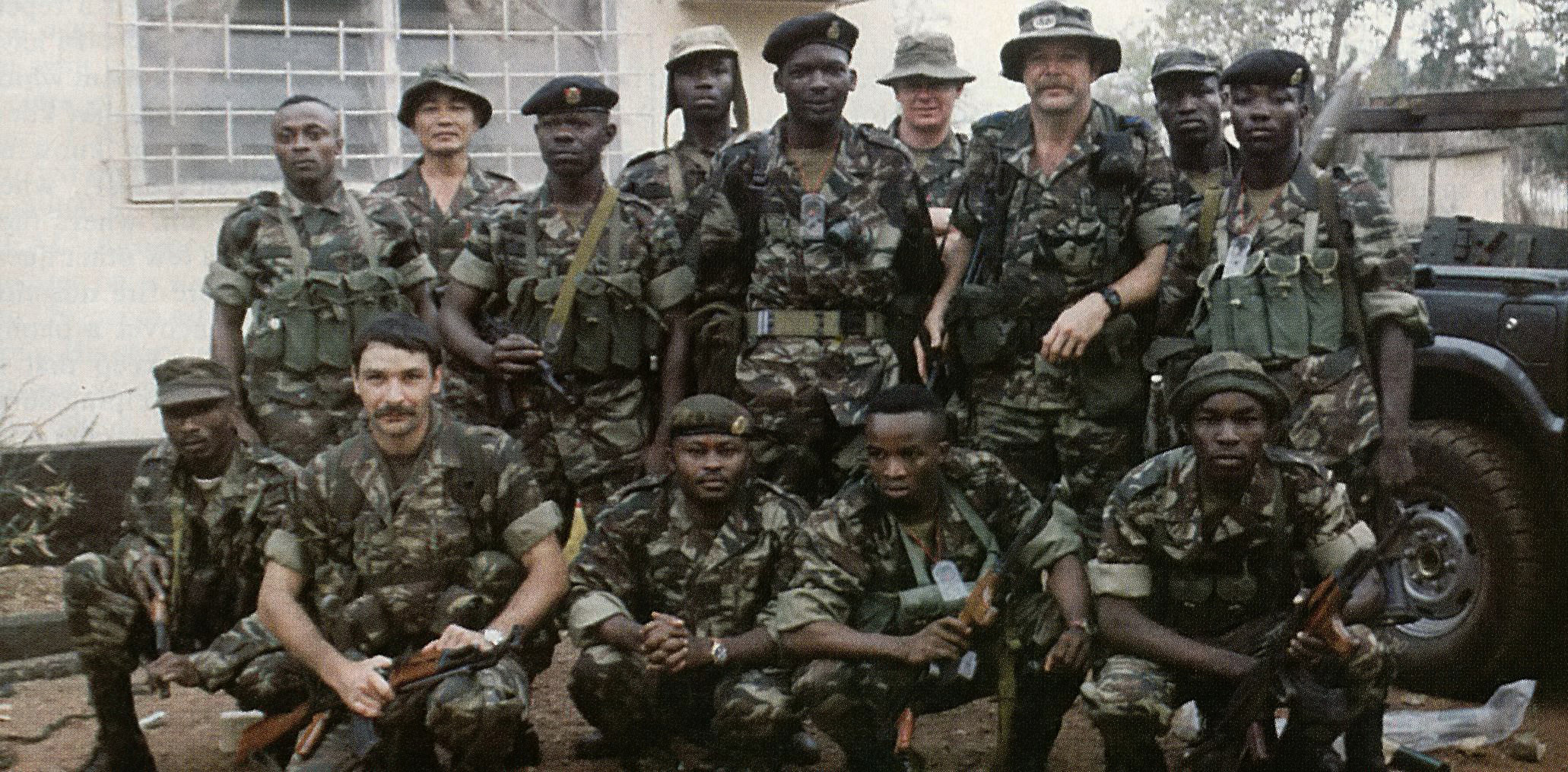
シエラレオネにおける暴動鎮圧部隊の訓練を行う英米両国の退役軍人のような外国人傭兵は、しばしば新植民地主義勢力の尖兵として非難を受ける。フランスのジャック・フォカールは、ボブ・ディナールなどの傭兵を用いながら同国の旧植民地へ圧力を加えていたとされる

現代の新植民地主義を定義する上で用いられる古典的な例として、フランスと同国の旧アフリカ植民地の指導者との間に緊密な関係が続いている状態を指す「フランサフリック」が挙げられる。これは、コートジボワールのフェリックス・ウフェ＝ボワニ大統領がフランスとアフリカとの良好な関係を示すために用いたのが最初で、当時は肯定的な意味を持っていたが、次第に双方の非対称的な関係を批判する文脈で使われるようになった。特に、1960年からシャルル・ド・ゴール及びジョルジュ・ポンピドゥー両大統領の下でアフリカ問題担当相を務めたジャック・フォカールが、フランサフリックの代表的人物と言われる。この言葉はフランソワ＝グザヴィエ・ヴェルシャヴ (en:François-Xavier Verschave) の造語であり、アフリカにおけるフランスの政策を批判した著書の題名 (La Françafrique : Le plus long scandale de la République) として使われた。フォカールの組織網（レゾー、Réseau）は、訳者が補足するところによると、ジャック・シラク大統領に引き継がれている。
1972年にはカメルーンの亡命作家であるモンゴ・ベティが、近年のカメルーンにおける歴史を批判的に綴った『カメルーンを覆う残酷な手-脱植民地化の死体解剖』（Cruel hand on Cameroon, autopsy of a decolonization）を発表。本書では、カメルーンを含む植民地が未だ名実共にフランスの支配下にあり、独立以後の政治的エリートもこの永続的な従属状態を擁護してきたことを明らかにした。
ヴェルシャヴやベティらは、かつてのアフリカ植民地の国々との、独立後40年にわたる関係を指摘している。すなわち、フランス軍が旧植民地に戦力を保持し（それはしばしば反乱を鎮圧するため親仏的なアフリカ人指導者によって用いられた）、フランス企業は同地での投資の独占権を保持した（通常それは天然資源の採取という形をとった）、という指摘である。アフリカにおけるフランス軍は、旧植民地国自身の利益でなくフランスの利益に適う政権になるよう、しばしばクーデターに関与した。このような新植民地政策に対し、論者は政治利害のグローバル化する危険を指摘している。
冷戦期においてフランスと近しい関係にあった指導者は、同国の手先として批判にさらされた。そのうち最も批判の槍玉に挙げられた人物としては、ガボンのオマル・ボンゴ元大統領、コートジボワールのフェリックス・ウフェ＝ボワニ大統領やトーゴのニャシンベ・エヤデマ元大統領、コンゴ共和国のドニ・サスヌゲソ、チャドのイドリス・デビ大統領、そしてニジェールのアマニ・ディオリ元大統領らがいる。彼らは後退し、代わりにエルフ・アキテーヌなどの多国籍企業と結びついた組織網が搾取をするようになった。

#### フランコフォニー
フランス共同体と後のフランコフォニー国際機関については、特にアフリカにおいてフランスの新植民地主義勢力の手先として批判される傾向にある。ただ、フランコフォニーをフランスによる同国の旧植民地に対する支配の隠れ蓑とする批判がある一方で、フランス語との関係はより複雑である。アルジェリアの知識人であるカテブ・ヤシーンは1966年、「フランコフォニーは新植民地主義的な政治装置であり、我々の不和を長引かせる原因とされているものの、フランス語を使ったからといって外国勢力の手下であるとは限らない。私はフランス人でないということを当のフランス人に知らせるべくフランス語で執筆を行う」 と述べている。

### ベルギー領コンゴ
ベルギー領コンゴでも脱植民地化が急ピッチに進んだものの、ベルギーによる支配は独立後も同国経済の約7割を占めるソシエテ・ジェネラル・ド・ベルジクを通じて続いた。最も利権争いが熾烈だったのは、同社の傘下にあるユニオン・ミニエールが鉱物をはじめ地下資源を管理していたカタンガ州で、1960年代に鉱業国有化が失敗すると、再び外国からの投資を受けるようになる。

### イギリス
イギリスと同国の旧アフリカ植民地との関係で批判を受けている事柄としては、同国が植民地に「進歩」をもたらす「文明国」と自ら規定したことである。こうした態度は一部の旧植民地に対する軍事的経済的支配を可能にし、シエラレオネへの侵攻を機に再び浮き彫りとなった。

## 経済支配としての新植民地主義
イマニュエル・ウォーラーステインの世界システム論も参照のこと

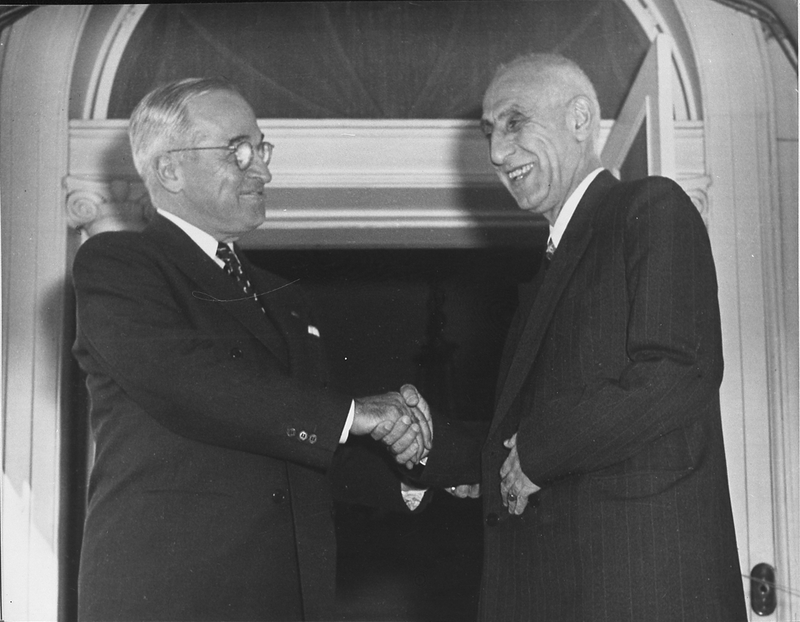
ハリー・トルーマン米大統領に謁見するイランのモサデク首相（1951年）。英米両国がイラン国内に所有する石油会社を国有化したモサデクは、1951年8月19日に発生したクーデタで権力の座から引き摺り下ろされた。このクーデタは英米両政府の資金提供を受けたファズロラ・ザーヘディ将軍によるものである

ジミー・カーター米大統領とオルシェグン・オバサンジョ（1978年4月、ナイジェリアのラゴスにて）。オバサンジョは3年前のクーデタで権力を掌握し、産油国としての地位をちらつかせながら冷戦期に東西両陣営へ擦り寄った

新植民地主義の責任は、広義では小国に内政干渉する大国や国際的な経済組織に向けられてきた。この意味で、「新」植民地主義とは現代の経済的な帝国主義の一形態を含意する。そこでは強国が列強諸国のごとく振る舞い、この振る舞いがポスト･コロニアル世界における植民地主義になぞらえられる。新植民地主義勢力は直接的な軍事的政治的支配の代わりに、金や貿易政策を駆使して小国を支配していると言われ、この概念を理解する者は、小国に対する「事実上の」支配を見て取るであろう。
旧宗主国やその他経済大国はいずれも、かつての植民地とりわけ原料の供給地としての役割が期待される地域の経済に存在感を示し続けている。それゆえ、大国はこうした原料の流通を維持し、自国及び多国籍企業を不当に儲けさせるよう、小国の統治機構なり経済への介入を行う度に批判を受けざるを得なくなる。

### 従属理論
経済的新植民地主義という概念は、世界システムにおける不平等をマルクス主義的に分析した、従属理論を通じ理論的基礎が与えられた。同理論は「中心」たる先進国と「周辺」たる発展途上国が存在することを前提に、資源が経済成長や富の維持を目的に周辺から中心へと流れていると主張する。
その中心概念は、周辺に位置する国々の貧困は「世界システム」への統合の結果引き起こされている、というものである。この視点は、そうした状態が完全な経済統合へと至る「進歩」であると見なす自由市場経済学者の視点に対比できる。換言すれば、南半球の国々の低開発状態は北半球の先進国群における経済発展と表裏一体を成すわけである。
なお、従属理論は19世紀末に端を発する「半植民地」理論に多くを負っており、特にベネズエラの歴史学者フェデリコ・ブリト・フィギュエロアは植民地主義と新植民地主義の双方を社会経済学の観点から幅広く分析し、ブリトの作品や諸理論は同国の故ウゴ・チャベス大統領の思想に大きな影響を与えた。

### 冷戦
米ソ間が対立していた冷戦期には、発展途上国へ内政干渉を行ったのを理由に、新植民地主義の責任追及の矛先がしばしば西洋に向けられた。この時代にかつて植民地支配を受けていた国々の多くで行われた代理戦争は、東西両陣営からの資金提供なくして成り立ち得なかったが、同時に先進資本主義諸国に対する異議申し立てが世界的規模で広がる。例えば、東側陣営のキューバやナセル政権下のエジプトをはじめアフリカの新興独立国家の一部は、反米政権を打倒する一方で、自国民の意志に反する政権を支援したとして公然、非公然を問わずアメリカを非難した。
モロッコの政治家メフディー・ベン・バルカが議長を務めた三大陸会議もこうした組織の1つであった。第三世界運動の一翼を担った同会議は、各分野において革命的な反植民地主義勢力を支援し、アメリカやフランスの怒りを買った。なお、ベン・バルカ自身は1965年の議長退任まで「新植民地主義委員会」で先導的な役割を果たし、脱植民地化を達成した国々における旧宗主国の関与に焦点を当てながら、西側陣営の盟主たるアメリカを第一の新植民地主義勢力であると強く主張した。
その後、同会議の精神はキューバのアジア・アフリカ・ラテンアメリカ人民連帯機構をはじめとする組織に受け継がれ、1960年代から1970年代にかけての非同盟運動へと結実。従属理論を支持する知識人が行ったのと同様の方法で、全資本主義国とりわけアメリカを包囲するまでに至った。今日でもラテンアメリカを中心として左翼勢力が「新植民地主義」の語を多用している。

### 多国籍企業
多国籍企業による投資が低開発国を豊かにするどころか、人心の荒廃や環境破壊をもたらし、ひいては持続可能ではない開発や永続的な低開発状態をも招きかねないとの批判がある。従属理論では、こうした国々は自国経済を発展させる先進的な生産技術を手に入れられない一方で、安価な労働力と原料の宝庫として見なされることが多いという。また、天然資源の民営化により大規模な資本投下が行われるものの、失業率や貧困率が跳ね上がり収入が減少する国も少なくない。
この批判はギニアビサウやセネガル、モーリタニアといった、伝統的に漁業が地域経済の大部分を占める西アフリカ諸国に当てはまるもので、欧州連合は1979年より今日に至るまで西アフリカ沖で漁業権の仲買を行っている。その結果、外国企業による水産資源の乱獲が大規模な失業と当該地域における人口流出を招いてしまった。もちろん乱獲は、地域共同体における漁業の重要性を認識すると共に、政府が外国企業との漁業交渉を行う際、余剰資源にのみ焦点を絞るべきとした国連条約違反である。

### 国際金融機関

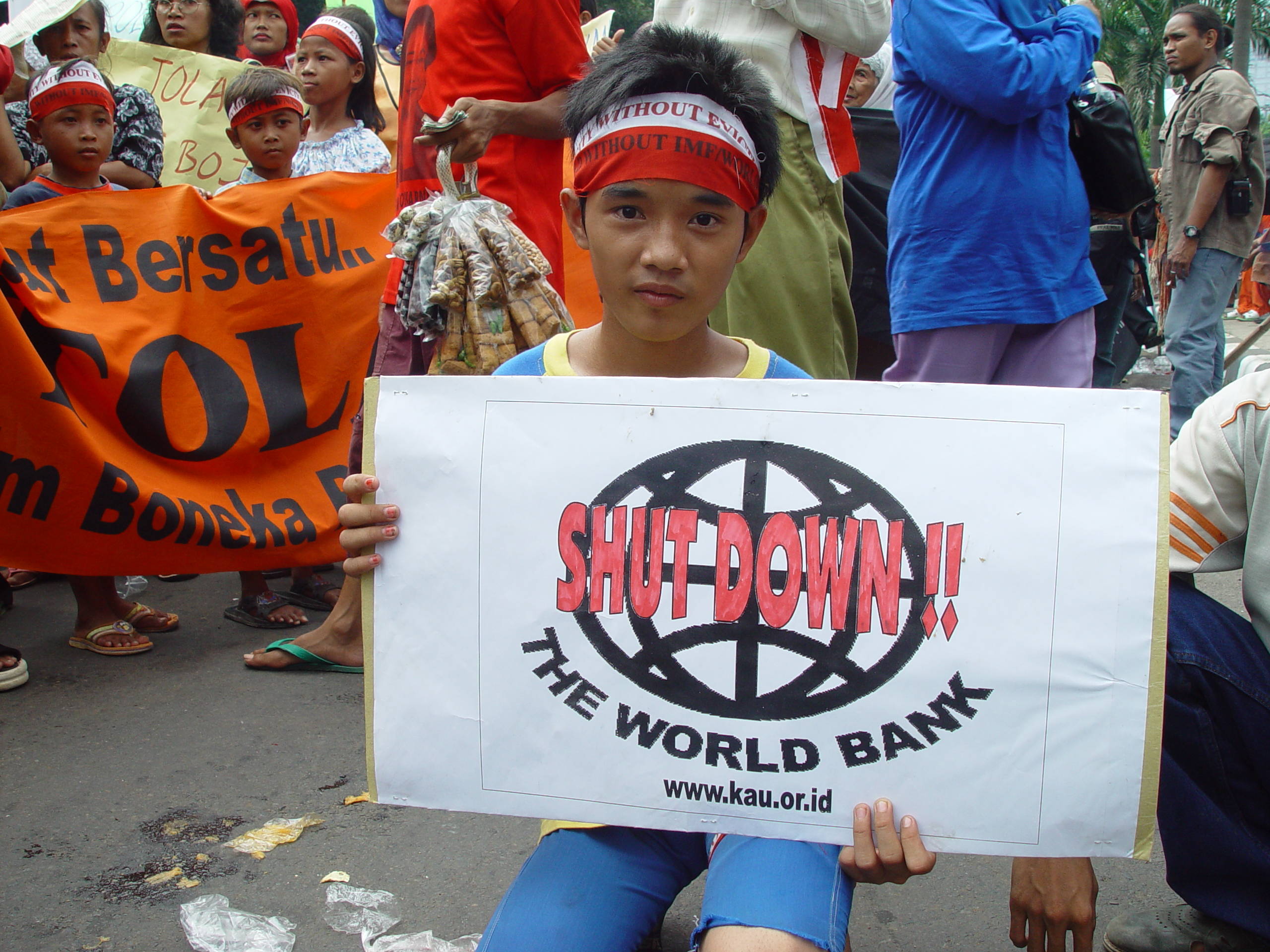
世界銀行に抗議する人々（2004年、インドネシアジャカルタにて）

反新植民地主義者は、国際通貨基金（IMF）や世界銀行（WB）などの国際経済機関による貸付金（分けても第三世界に対する天文学的な債務）を拒絶する権利を求めている。貸付金や経済援助を受けるためには、小国はIMFなりWBを利するのみで自国経済に有害なプログラムを実行せねばならず、「構造調整プラン」が国内の貧困をむしろ増幅してしまうとの批判が根強い。
また、WBのような特定の国家連合が最貧国を支配し搾取することを強調する者もおり、実際第三世界の政府が賄賂の見返りに、外国企業へ特権や独占権を認めるケースが多々見られる。その上、最貧国に対する貸付金の多くはほとんどの場合、外国企業へ返済することになるため、事実上の補助金扱いである。従前の馴れ合い状態は「企業支配corporatocracy」と呼ばれることがあり、WBやIMF、WTO、更にG8や世界経済フォーラムといった組織は新帝国主義を体現する存在として非難を浴びている。

### IMFに対する「新植民地主義」の主張
新植民地主義が植民地主義の焼き直しに過ぎないと主張する者は、今日のアフリカがIMFやWBに対し借りた時よりも遥かに多くの金を返すため、しばしば国民が必需品すら買えない困窮状態に追い込んでいると指摘する。事実、IMFやWBから福祉や教育、社会基盤の民営化を柱とする構造調整プランを押し付けられ、生活水準の低下が見られるようになった。
こうした状況に対し、国際連合事務総長の特別経済顧問で、2000億ドルにも上るアフリカ全体の負債を帳消しにすることなどを要求するコロンビア大学のジェフリー・サックス教授は次のように述べている。

この見せ掛けを終わらせる時が来た。負債は返せる見込みがない以上、取り消す必要がある。また、アフリカ人も「貸付金は大変ありがいが、今やこの金を死に直面している子どもたちに充てなければならない。だから、我々は福祉や教育、エイズ予防など喫緊の社会的投資に用いるつもりである」と主張しなければならない。

IMF批判は通貨切り下げ政策にも及び、返済の条件として通貨切り下げを求める一方で、低開発国の通貨が切り下げられた以上、ドルやその他先進国の通貨で貸付金を返すべきと主張する姿勢には手厳しい。これは通貨を切り下げればそれだけ負債がかさむことを意味し、それゆえ第三世界を恒常的な借金漬け体質や貧困状態、そして新植民地主義的な従属体制に留め置くからである。

## 他のアプローチから見る新植民地主義
新植民地主義の概念は本来、マルクス主義理論の枠組みの中で発展を遂げたものの、他方では左翼勢力を中心に多岐にわたる理論的枠組みを提供してきた。

### 文化理論
新植民地主義理論の1バリエーションとして、先進国がマスメディアや言語、教育や宗教などの文化的手段を通じて、他国の価値観や認識すら支配する「文化植民地主義」がある。これは、植民地出身の作家が19世紀における植民地帝国の影響を色濃く反映させる植民地根性への批判を1要素とするものである。
批判者によると、かつて植民地ないしは帝国の支配下にあった者は彼我の精神的・文化的相違に気を取られ、「外国人の作法」を権力や成功と結び付ける風が強まるという。そこから、「外国人の作法」を「次善の策」と考えた上で、従前の土着の作法よりも高く尊ぶようになり、最終的には植民者の人種や民族までをも「優れた存在」と錯視する心性が生まれるとしている。
そのため、ネグリチュード運動などに見られる植民地主義の文化面における拒絶や、一見したところ「本物の」地域文化を守り通すことが、ポスト・コロニアル世界にあっては支配に対する必要不可欠な抵抗と見なされる。同様の理由により、旧植民地勢力からの文化的要素を採り入れるのは一種の新植民地主義と言ってよかろう。

#### ポストコロニアル理論
ポストコロニアル理論とは哲学や映画、社会科学をはじめとする植民地支配の文化的影響や、植民地社会における文化的アイデンティティを探る一連の理論である。同理論は例えば、植民地人の知識が植民者に仕えるべく生み出され用いられてきたこと、植民者の文学が植民地人を劣った人種と捉えることを正当化してきた経緯などを主眼に置き、とりわけ新植民地主義については、脱植民地化以後における国民性構築という、現代の葛藤の背景にあるものと位置付けている。
サバルタンやフランツ・ファノンの「植民地化の精神病理学」、キューバのトマス・グティエレス・アレアやフィリピンのキドラット・タヒミックら第三世界の映画関係者についての研究で知られる。

### 批判理論
ポスト・コロニアルなり新植民地主義理論が文学理論において大いに発達した一方で、国際関係論も「ポスト・コロニアル理論」を学問の1分野として定義している。ただ、新植民地主義の文化面からの批判に最も関心を寄せるものの、その事例はマルクス主義的な従属理論や新自由主義批判のように、経済理論の枠内に留まるのが一般的である。
また、批判的国際関係論はポストモダンやポスト・コロニアル、フェミニズムは言うに及ばず、マルクス主義の立場から新植民地主義に言及し、前提からして現実主義や自由主義とは異なることが多い。